# Furth bei Göttweig
Furth bei Göttweig osztrák mezőváros Alsó-Ausztria Kremsvidéki járásában. 2025 januárjában 3003 lakosa volt. Furthban található a göttweigi apátság.

## Elhelyezkedése

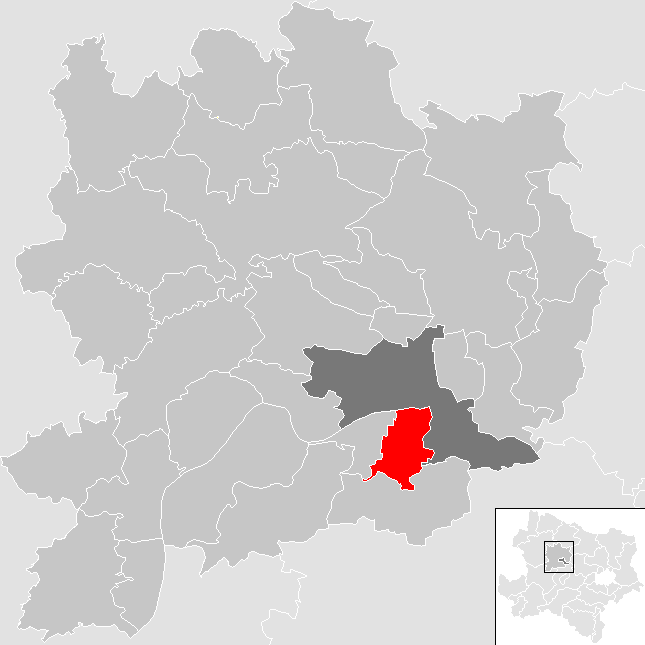
Furth bei Göttweig a Kremsvidéki járásban

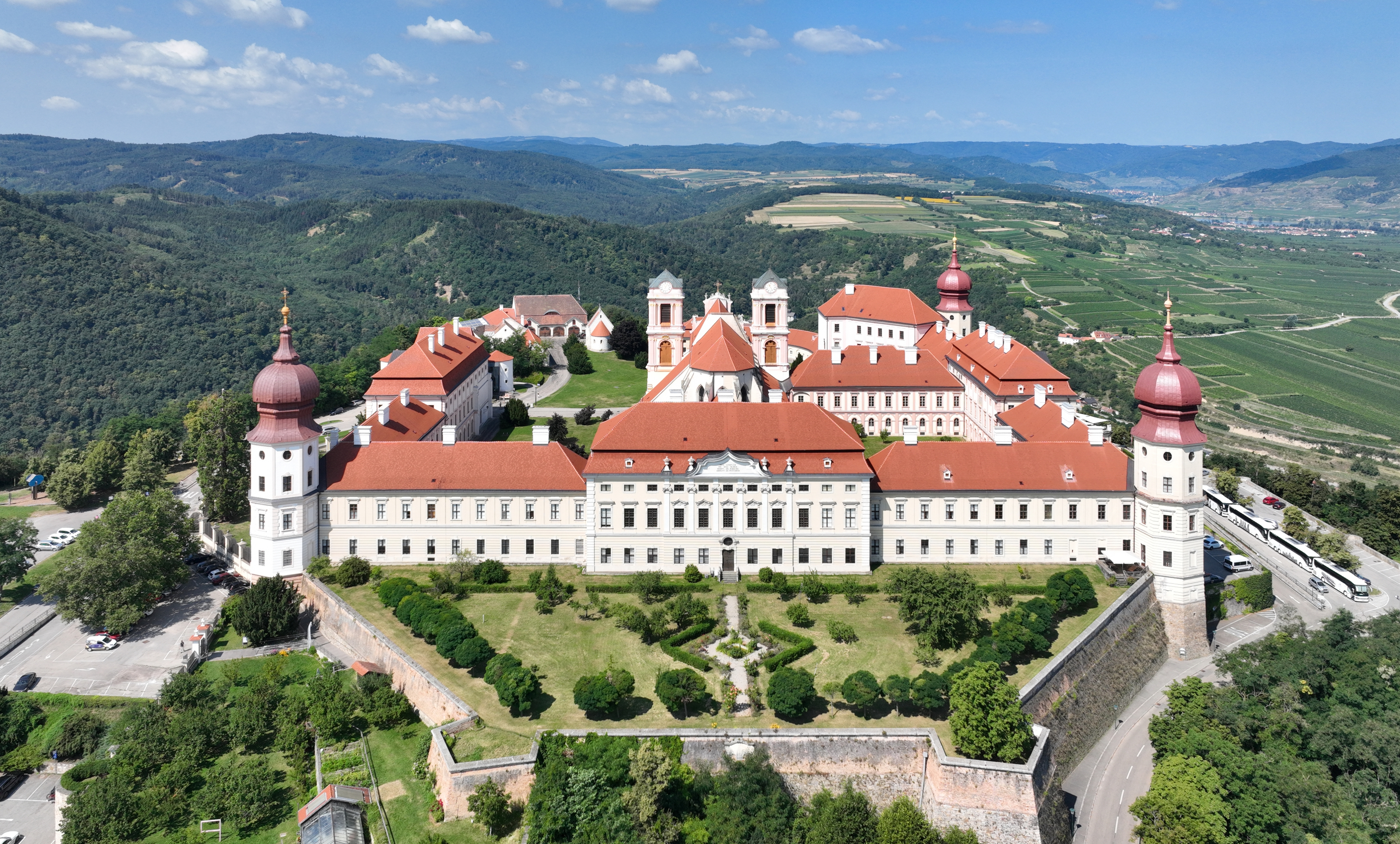
A göttweigi apátság

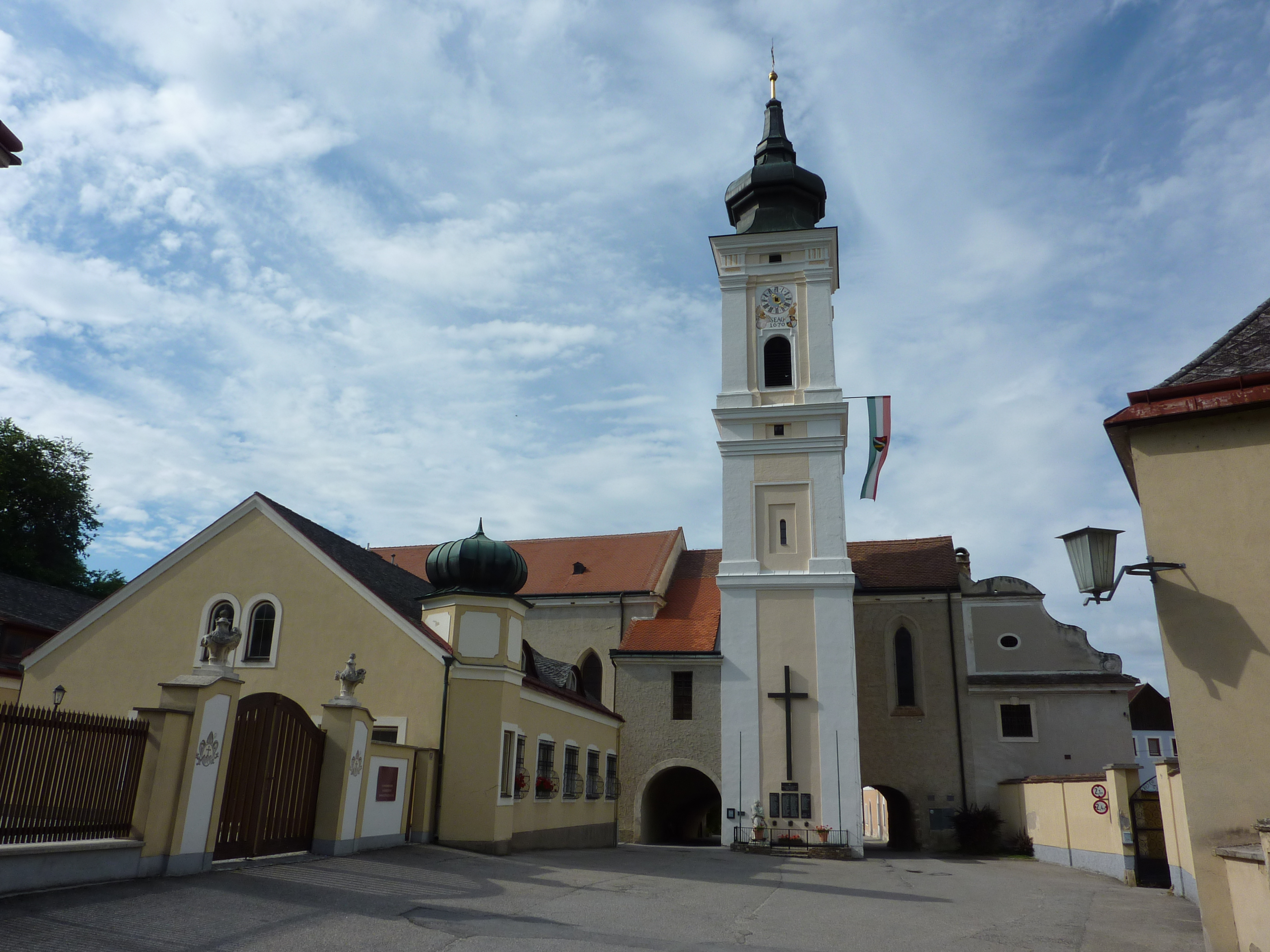
A Szt. Wolfgang-plébániatemplom

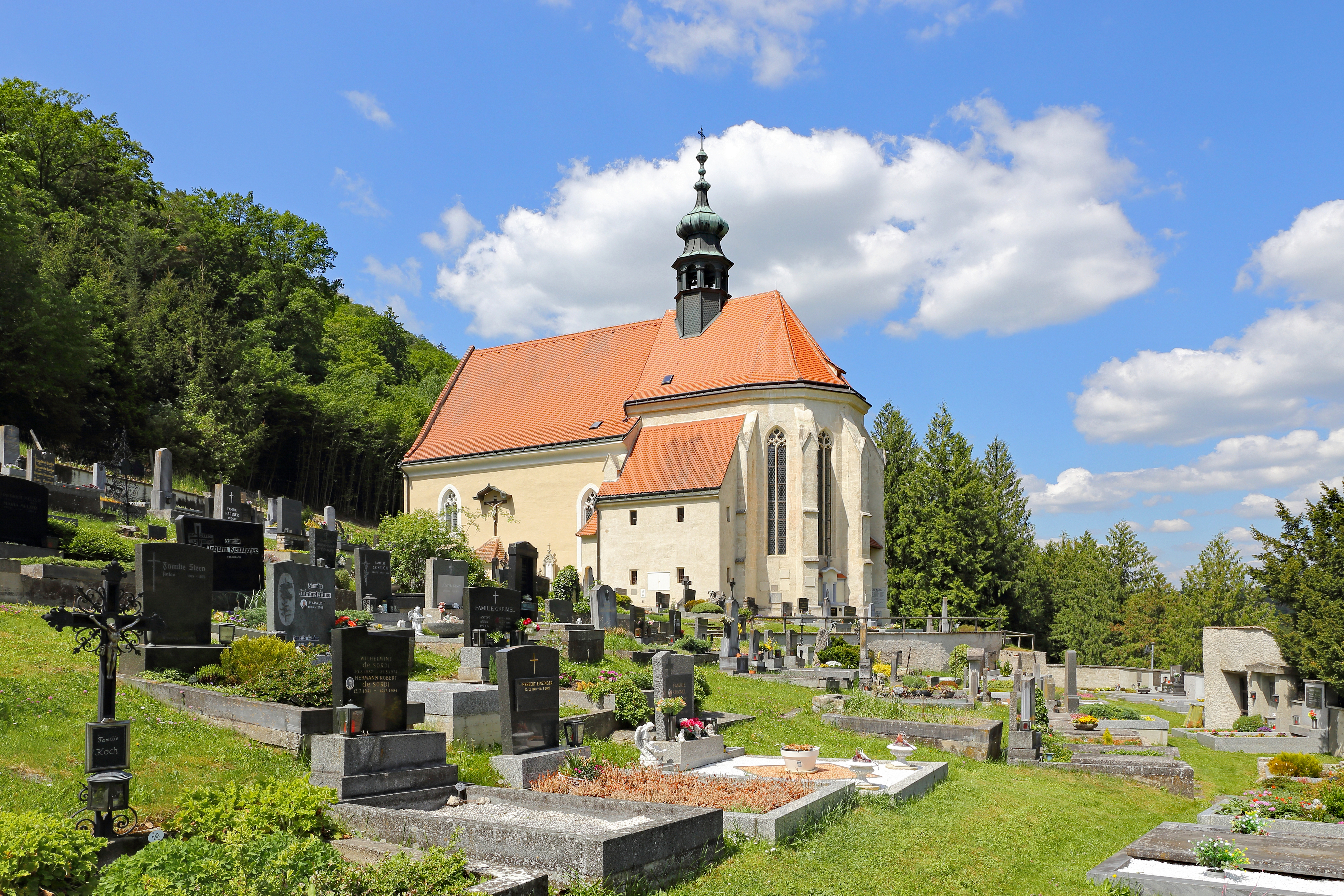
A Szt. Balázs-templom

Furth bei Göttweig a tartomány Mostviertel régiójában fekszik, a Dunától délre; északi határát a folyó képezi. Területének 24%-a erdő, 23,3% szőlő, 25% áll egyéb mezőgazdasági művelés alatt. Az önkormányzat 7 települést egyesít: Aigen (129 lakos 2025-ben), Furth bei Göttweig (1723), Klein-Wien (58), Oberfucha (150), Palt (726), Steinaweg (191) és Stift Göttweig (26). 
A környező önkormányzatok: északra Krems an der Donau, délre Paudorf, nyugatra Mautern an der Donau.

## Története
Furthot először 1138-ban említik a göttweigi apátság alapítólevélben. Paltot 1309-ben említik először, Aigent pedig 1300 körül alapították kézművesek és munkások településeként. Oberfuchát 1251-ben alapították, és nagyrészt a bajor osterhofeni kolostor tulajdonában volt. 
Az 1938-as Anschluss után Furth és Palt községeket Kremshez csatolták. 1948-ban Aigen, Furth, Palt és Steinaweg ismét önállóvá váltak, majd 1967-ben Furth bei Göttweig néven egyesültek. 1970-ben Oberfucha is csatlakozott. 

## Lakosság
A Furth bei Göttweig-i önkormányzat területén 2025 januárjában 3003 fő élt. Lakosságszáma 1971 óta gyarapodó tendenciát mutat. 2023-ban az ittlakók 90,9%-a volt osztrák állampolgár; a külföldiek közül 2% a régi (2004 előtti), 3,5% az új EU-tagállamokból érkezett. 1,8% a volt Jugoszlávia (Horvátország és Szlovénia kivételével) vagy Törökország; 1,8% egyéb ország polgára volt. 2001-ben a lakosok 83,1%-a római katolikusnak, 1,8% evangélikusnak, 0,7% ortodoxnak, 3,5% mohamedánnak, 7,8% pedig felekezeten kívülinek vallotta magát. Ugyanekkor 2 magyar élt a mezővárosban; a legnagyobb nemzetiségi csoportokat a német anyanyelvűeken (94,5%) kívül a horvátok alkották 0,8%-kal.  
A népesség változása:
| Lakosok száma | 2738 | 2993 | 2956 |
|               | 2005 | 2016 | 2018 |

## Látnivalók
- a göttweigi apátság
- a furthi Szt. Wolfgang-plébániatemplom
- a klein-wieni Szt. Balázs-templom

## Testvértelepülések
- Domažlice (Csehország)
- Furth im Wald (Németország)
- Ludres (Franciaország)